# Zetetics
Zetetics — український інді-рок гурт заснований у 2014-му музиканткою Лікою Бугайовою. Гурт має переважно англомовну лірику та потужне гітарне звучання.

## Історія гурту
Ліка Бугайова (ім'я при народженні Анжеліка Ігорівна Бугайова; (22 лютого 1991), Світловодськ, Кіровоградська область, Україна) — українська музикантка, композиторка та авторка пісень. Засновниця і лідерка інді-рокового гурту Zetetics.
Ліка заснувала та зареєструвала музичну групу, під назвою «Lika Bugaeva», де вона є абсолютною правовласницею і авторкою усіх пісень. 17 грудня 2013 року випустила дебютний кліп на пісню «You and I» з майбутнього альбому.
Дебютний альбом гурту «Finally I see» був у списку найкращих Українських альбомів 2014-го на думку «Inspired».
Сингл «Fly Away» набув популярності завдяки відеокліпу де фронтвумен співала пісню жестовою мовою — щоб пісню могли почути ті, хто чути не можуть.
8 жовтня 2015 роки Бугайова змінила назву своєї групи з Lika Bugaeva на Zetetics. В цей же день вийшов другий альбом під назвою «Zetetic», в складі якого десять англомовних пісень. Ця платівка, на думку BeeHype, Comma і Cultprostir, була визнана серед кращих альбомів 2015 року в Україні.
Концерт «Zetetics — Live in Kyiv» увійшов до рейтингу найкращих музичних фільмів року, на думку MusicInUa [Архівовано 20 квітня 2016 у Wayback Machine.]. Зимою 2017-го гурт випустив бренд-фільм «Rooftop Live» — живий концерт та інтерв'ю з учасниками гурту.
У вересні 2019 року гурт презентував третій студійний альбом під назвою 11:11.
Група склала і виконала музику до фільму «Кошмарний директор», також відомому як «Школа № 5», який вийшов в прокат в жовтні 2019 року.
У січні 2020 року Zetetics презентували пісню Сіль, написану у двох версіях: українською та російською мовами.
У червні 2020 року гурт Zetetics, на чолі з Анжелікою, увійшли до складу офіційної селекції культурної дипломатії країни — Музичного Каталогу Українського Інституту, що є офіційним культурним представництвом України. Завдання інституту — популяризація українського культурного продукту та український митців у світі.
24 листопада 2021 року гурт презентував четвертий студійний альбом Cold Star. «Усі аранжування до пісень платівки самостійно написала лідерка колективу Ліка Бугайова».

## Дискографія

### Альбоми
- 2014 Finally I see
- 2015 Zetetic
- 2016 Unplugged
- 2019 11:11
- 2021 Cold Star

### Сингли
- 2017 Even Tonight
- 2018 I Have Nothing
- 2018 Не Имея Дома
- 2019 Round And Round
- 2019 Burning
- 2019 Останови Меня
- 2019 Stop Me
- 2020 Сіль
- 2020 Lotus

## Живі виступи
- Zetetics — Live in Kyiv [Архівовано 29 березня 2017 у Wayback Machine.]
- Zetetics — Unplugged [Архівовано 20 лютого 2021 у Wayback Machine.]
- Zetetics — Rooftop Live [Архівовано 21 листопада 2020 у Wayback Machine.]

## Кліпи
- Zetetics — Fly Away [Архівовано 18 лютого 2021 у Wayback Machine.]
- Zetetics — Dance With Me (lyrics) [Архівовано 23 лютого 2017 у Wayback Machine.]
- Zetetics — You and I [Архівовано 23 лютого 2017 у Wayback Machine.]
- Zetetics — Get You Up [Архівовано 19 грудня 2020 у Wayback Machine.]
- Zetetics — Even Tonight [Архівовано 17 червня 2021 у Wayback Machine.]
- Zetetics — Lotus [Архівовано 12 лютого 2021 у Wayback Machine.]

## Преса
- Музика це я. Інтерв'ю з Лікою Бугайовою [Архівовано 29 жовтня 2017 у Wayback Machine.] від Bestin.ua.
- Фільм-квест про закоханого маніяка [Архівовано 29 жовтня 2017 у Wayback Machine.] від Karabas Live.
- Новий альбом Zetetics від L'officiel Online.
- Найкращі Українські Альбоми 2015 [Архівовано 4 квітня 2016 у Wayback Machine.] від Comma.com.ua. (рос.)
- Best of 2015 — Ukraine [Архівовано 23 березня 2016 у Wayback Machine.] by BeeHype.
- Слухайте українське. 15 музикантів які вас здивують [Архівовано 29 березня 2016 у Wayback Machine.] від ТСН.
- Шукачі правди. Інтерв'ю з Лікою Бугайовою [Архівовано 16 квітня 2016 у Wayback Machine.] від Maincream.
- Ліка Бугайова. Інтерв'ю для Cultprostir.ua